# 進步現實主義
進步現實主義（英語：Progressive realism），是一種美國外交政策的範式，最早由羅伯特·賴特於2006年提出 ，後來廣受歡迎。這一理念的核心思想是在追求廣泛支持的目標時，能夠產生可衡量的實際成果。進步現實主義者主張加強國際機構、推動自由貿易，同時捍衛美國的國家利益 。相對於新保守主義者，進步現實主義者更加強調積極參與聯合國，並強調遵守國際法的重要性。他們認為，由於國際安全和經濟的相互依存，加強國際治理能夠更好地促進國家利益。該政策強調將硬實力和軟實力轉化為靈活的巧實力。